# Antonio Pregoni
Antonio Luciano Pregoni (Córdova (português europeu) ou Córdoba (português brasileiro) (em espanhol Córdoba), Argentina, 9 de julho de 1936), foi um militante durante a ditadura militar na América Latina. Desaparecido em viagem para o Rio de Janeiro desde 21 de novembro de 1973 no Rio de Janeiro.
É um dos casos investigados pela Comissão da Verdade, que apura mortes e desaparecimentos na ditadura militar brasileira.

## Biografia
Filho de Pascual e Juana Antonia Giménez Pregoni e casado com Maria Ester Pregoni, com quem tem um filho chamado Javier Pregoni.
Era militante da organização Tupamaros, no Uruguai durante a ditadura militar na América Latina. Desapareceu em 21 de novembro de 1973 no Rio de Janeiro.

## Desaparecimento
A denúncia de seu desaparecimento foi registrada pela Comissão Nacional sobre o Desaparecimento de Pessoas (CONADEP), na Argentina (protocolo número 3.291). A autora da denúncia foi sua esposa, Maria Ester Pregoni. 
De acordo com informações dos arquivos da CONADEP, Luciano teria viajado de Buenos Aires ao Rio de Janeiro em um ônibus da empresa Puma, em 16 de novembro de 1973, com Jean Henri Raya e uma terceira pessoa, chamada Antonio Graciani. Todos estão desaparecidos até hoje.
O principal órgão apontado como responsável pelo paradeiro de Pregoni é o DOI-CODI. Um documento encontrado no arquivo do DOPS de São Paulo(vinculado ao DOI-CODI datado em 24 de abril de 1967 e intitulado “Dois Brasileiros Detidos por Subversão no Uruguai” faz referência a uma matéria de jornal, sem data e sem identificação, no qual cita Pregoni como um terrorista especialista em explosivos que fazia parte de uma conspiração comunista:
| “ | MONTEVIDEU (AP e ANSA) – Cerca de vinte pessoas foram detidas ontem à noite durante uma batida realizada pela polícia para desbaratar o que as autoridades julgam ser uma vasta conspiração comunista para subverter a ordem pública no Uruguai. Entre os detidos se encontram dois brasileiros: o ex-suboficial do Corpo de Fuzileiros Navais Darcy Pereira da Silva e um outro elemento cujo nome não foi fornecido à imprensa. O ex-suboficial brasileiro foi detido em um restaurante de sua propriedade situado no centro de Montevidéu, onde reside desde que fugiu do Brasil logo depois da revolução de 1964. Outro terrorista detido foi o argentino Antonio Luciano Pregoni que, segundo a polícia, é especialista em explosivos e está ligado à organização extremista dos “Tupamaros” […]. Em uma batida anterior, a polícia apreendeu na residência do agrimensor Alfredo Rodriguez Luciardi uma abundante propaganda comunista da linha chinesa e uma lista dos altos comandantes militares uruguaios com suas respectivas residências particulares. Os documentos encontrados na residência de Rodriguez Luciardi forneceram a pista à polícia para as prisões realizadas nas últimas horas. Também em poder de Darcy Pereira da Silva foi encontrada vasta propaganda comunista da linha chinesa, além de outros documentos que o vinculam a grupos terroristas uruguaios que a polícia acaba de prender. Em fontes policiais admite-se a possibilidade de que Darcy esteja ligado também ao “almirante vermelho” brasileiro Candido Aragão, que está exilado no Uruguai. | ” |

Arquivos do CONADEP informam que, no fim de 1973, Pregoni e Raya tiveram contatos freqüentes com um oficial do Exército brasileiro refugiado em Buenos Aires. Eles estariam, nessa época, discutindo a formação de uma nova organização revolucionária.
Em 24 de março de 2004, a revista IstoÉ publicou reportagem de Amaury Ribeiro Jr., baseada em documento encontrado nos pertences do general Antônio Bandeira, que comandou as Forças Armadas até o fim da II Campanha contra a Guerrilha do Araguaia, revelava que houve uma reunião ocorrida em maio de 1973 entre ele e os generais Emílio Garrastazu Médici, Orlando Geisel e Ernesto Geisel (presidente brasileiro de 1974 a 1979). O conteúdo da reunião discutia as diretrizes da repressão política que tinha a intenção de utilizar de maneira irrestrita de todos os meios para eliminar, sem deixar vestígios, as guerrilhas rurais e urbanas.
Para os generais era fundamental o extermínio das guerrilhas, pois se não o fizesse, não teriam fim. De acordo com a reportagem: Surgiram dois grupos ultra-secretos – um no CIE de Brasília e outro no DOI-CODI/SP –, formados por menos de dez pessoas. Estavam autorizados a assassinar e sumir com os corpos e foram responsáveis pelo desaparecimento de cerca de 80 presos políticos entre 1973 e 1975.
O CIE encarregou-se da repressão à Guerrilha do Araguaia e dos militantes perseguidos pelos órgãos de repressão política do Cone Sul. O ex-sargento do DOI-CODI/SP, Marival Chaves do Canto Dias, em entrevista na matéria “Os matadores”, na mesma edição da revista, divulgou os nomes de alguns dos envolvidos no extermínio. Os responsáveis pelas ações do CIE foram os coronéis Paulo Malhães (Dr. Pablo) e José Brant Teixeira (Dr. César). Malhães era ligado à Direção de Inteligência Nacional (DINA), a polícia política chilena.

## Operação Condor
Essa reunião entre os generais em 1973, é tida como uma das precursoras da chamada Operação Condor.
A Operação Condor foi uma aliança estabelecida formalmente, em 1975, entre as ditaduras militares da América Latina. O acordo consistiu no apoio político-militar entre os governos da região, visando perseguir os que se opunham aos regimes autoritários.

## Ligação entre desaparecimentos
De acordo com matéria publicada pelo site do jornal O GLOBO, no dia 11 de outubro de 2013, a Comissão da Verdade encontrou a partir de documentos do Serviço Nacional de Inteligência (SNI) e do Arquivo Nacional, um elo entre desaparecimentos ocorridos no Brasil e na Argentina no ano de 1973.
Levantamento da CNV e da pesquisadora Janaína Teles, da Universidade de São Paulo (USP) sobre a Operação Condor, que reuniu ações repressivas entre países do Cone Sul, mostrou que o desaparecimento de Antonio; de Jean Henri Raya, francês erradicado em território argentino; e de Caiupy de Castro, brasileiro - todos ocorridos em novembro deste mesmo ano - tem conexão com o desaparecimento de Joaquim Pires Cerveira, ex-major do Exército, em dezembro de 1973 na capital argentina Buenos Aires.
Os documentos atestam que os militantes estavam sendo investigados e monitorados tanto por órgãos brasileiros quanto por órgãos argentinos durante pelo menos seis meses antes dos desaparecimentos. A observação dos esquerdistas estava sendo feita de modo conjunto entre os dois países.

## Contato com familiares
Desde a identificação de Antonio Pregoni como vítima decorrente da Ditadura Militar, os movimentos de familiares de indivíduos mortos e desaparecidos políticos nunca identificaram sua família. Contudo, quando a matéria do jornal O GLOBO foi publicada, sua sobrinha Cecilia Pregoni entrou em contato com a Comissão da Verdade assim que soube da divulgacão dos documentos da SNI e do Arquivo Nacional. Na época, estava vivendo em Córdoba, na Argentina. Cecilia falou a CNV que iria pedir à Fiscália argentina, instituição correspondente ao Ministério Público brasileiro, que fosse feita uma investigação acerca do desaparecimento de seu tio.

## Ligações Externas
- «Papéis revelam ação anterior à Operação Condor»
- «Comissão Nacional da Verdade»
- «Apoio da família Pregoni à Comissão da Verdade»